# سيبونيسو غاكسا
سيبونيسو غاكسا (بالإنجليزية: Siboniso Gaxa)‏، من مواليد 6 أبريل 1984 في ديربان في جنوب أفريقيا ، لاعب كرة قدم جنوب أفريقي.
و هو يلعب مع منتخب جنوب أفريقيا لكرة القدم.

## روابط خارجية
- سيبونيسو غاكسا على موقع الاتحاد الدولي (مؤرشف)  (الإنجليزية)
- سيبونيسو غاكسا على موقع قاعدة بيانات كرة القدم.إي يو (الإنجليزية)
- سيبونيسو غاكسا على موقع ناشيونال فوتبول تيمز (الإنجليزية)
- سيبونيسو غاكسا على موقع Soccerway.com (الإنجليزية)
- سيبونيسو غاكسا على موقع كووورة